# ICB (empresa)
ICB (acrónimo de Importadora Café do Brasil) es una empresa chilena productora de alimentos. Comenzó vendiendo café, té, yerba mate y cacao, dando inicio oficial a lo que hoy se conoce como ICB S.A..
En 1999, ICB adquirió la empresa Juan Bas Alimentos S.A. y su marca Don Juan. También obtuvo la representación de la marca Ferrero Rocher en Chile.
Las marcas actualmente comercializadas en Chile por ICB son Marco Polo, Nutella, Kinder, Tic Tac, Barilla, Cola Cao, Pringles, Kellogg's, Lavazza, Van Camp's, Esmeralda, Copacabana, Los Astures, Don Vittorio, Excélsior, Té Club, Edra, Italpizza, entre otras.
En 2003, ICB Food Service inauguró HoReCa (Hoteles, Restaurantes y Casinos) mediante un completo portafolio de más de 800 productos.